# Аррас-2 (кантон)
Аррас-2 (фр. Arras-2) — кантон во Франции, находится в регионе О-де-Франс, департамент Па-де-Кале. Входит в состав округа Аррас.

## История
Кантон образован в результате реформы 2015 года. В его состав вошли упраздненный кантон Аррас-Нор и отдельные коммуны кантонов Аррас-Сюд, Вими и Витри-ан-Артуа.

## Состав кантона
В состав кантона входят коммуны (население по данным Национального института статистики за 2018 г.):
- Аррас (15 937 чел.) (северные кварталы)
- Ати (1 034 чел.)
- Байёль-Сир-Берту (1 417 чел.)
- Вийерваль (650 чел.)
- Гаврель (636 чел.)
- Монши-ле-Прё (649 чел.)
- Сен-Лоран-Бланжи (6 575 чел.)
- Сен-Никола (4 724 чел.)
- Телю (1 207 чел.)
- Фампу (1 197 чел.)
- Фарбю (577 чел.)
- Фёши (1 029 чел.)

## Политика
На президентских выборах 2022 г. жители кантона отдали в 1-м туре Эмманюэлю Макрону 29,6 % голосов против 27,7 % у Марин Ле Пен и 19,4 % у Жана-Люка Меланшона; во 2-м туре в кантоне победил Макрон, получивший 54,6 % голосов. (2017 год. 1 тур: Марин Ле Пен – 25,1 %, Эмманюэль Макрон – 23,4 %, Жан-Люк Меланшон – 19,9 %, Франсуа Фийон – 16,6 %; 2 тур: Макрон – 60,5 %. 2012 год. 1 тур: Франсуа Олланд — 29,6 %, Николя Саркози — 24,3 %, Марин Ле Пен — 19,3 %; 2 тур: Олланд — 55,2 %).
С 2015 года кантон в Совете департамента Па-де-Кале представляют члены совета города Аррас Эмманюэль Лапуй (Emmanuelle Lapouille) (Республиканцы) и вице-мэр Александр Мальфе (Alexandre Malfait) (Союз демократов и независимых).
|                | Кандидаты                          | Партия                   | Первый тур | Первый тур     | Второй тур | Второй тур |
| Кол-во голосов | Кандидаты                          | Партия                   | % голосов  | Кол-во голосов | % голосов  |            |
| -------------- | ---------------------------------- | ------------------------ | ---------- | -------------- | ---------- | ---------- |
|                | Эмманюэль Лапуй Александр Мальфе   | Правоцентристский блок   | 3 680      | 42,97          | 4 801      | 59,17      |
|                | Грегори Бекю Сандрин Карнель-Ватен | Европа Экология Зелёные  | 2 787      | 32,54          | 3 313      | 40,83      |
|                | Максанс Гаман Марина По            | Национальное объединение | 2 097      | 24,49          |            |            |

|                | Кандидаты                        | Партия                  | Первый тур | Первый тур     | Второй тур | Второй тур |
| Кол-во голосов | Кандидаты                        | Партия                  | % голосов  | Кол-во голосов | % голосов  |            |
| -------------- | -------------------------------- | ----------------------- | ---------- | -------------- | ---------- | ---------- |
|                | Эмманюэль Лапуй Александр Мальфе | Правый блок             | 3 869      | 31,38          | 4 622      | 37,16      |
|                | Карин Буассу Тьерри Окр          | Левый блок              | 3 115      | 25,27          | 4 274      | 34,37      |
|                | Кевен Битебье Кристель Жоли      | Национальный фронт      | 3 528      | 28,62          | 3 541      | 28,47      |
|                | Александр Кузен Мари Пиньон      | Европа Экология Зелёные | 1 179      | 9,56           |            |            |
|                | Мариз Массар Андре Рабуй         | Левый фронт             | 637        | 5,17           |            |            |